# Ferdinand Stolička
Ferdinand Stolička (Kroměříž, 7 giugno 1838 – Ladakh, 19 giugno 1874) è stato un paleontologo e ornitologo ceco che operò in India nel campo della paleontologia, della geologia ed in vari aspetti della zoologia, comprese ornitologia e erpetologia.
Morì a causa dell'elevata altitudine durante una spedizione in Himalaya.

## Gioventù
Stolička nacque nella casa Zámeček nei pressi di Kroměříž in Moravia. Stolička, il cui padre era un guardaboschi che si occupava della proprietà dell'arcivescovo di Olomouc, studiò presso la Scuola Secondaria tedesca di Kromeriz. Nonostante Stolička abbia pubblicato 79 articoli dal 1859 al 1875, non scrisse mai nulla in lingua ceca. Si crede che a casa parlasse in tedesco. Durante gli anni trascorso a Calcutta fu un'importante figura della locale comunità di lingua tedesca.
Stolička studiò geologia e paleontologia a Praga e presso l'università di Vienna con i professori Eduard Suess e Rudolf Hoernes. Si laureò con una tesi presso l'università di Tubinga il 14 novembre 1861. I suoi primi scritti furono gli studi sui molluschi d'acqua dolce che abitavano le rocce cretaciche delle Alpi nordorientali, riguardo ai quali scrisse all'Accademia di belle arti di Vienna nel 1859. La sua carriera scientifica iniziò all'interno della Austrian Geological Survey, alla quale si unì nel 1861, ed i suoi primi trattati riguardavano il lavoro sulle Alpi ed in Ungheria.

## Carriera in India

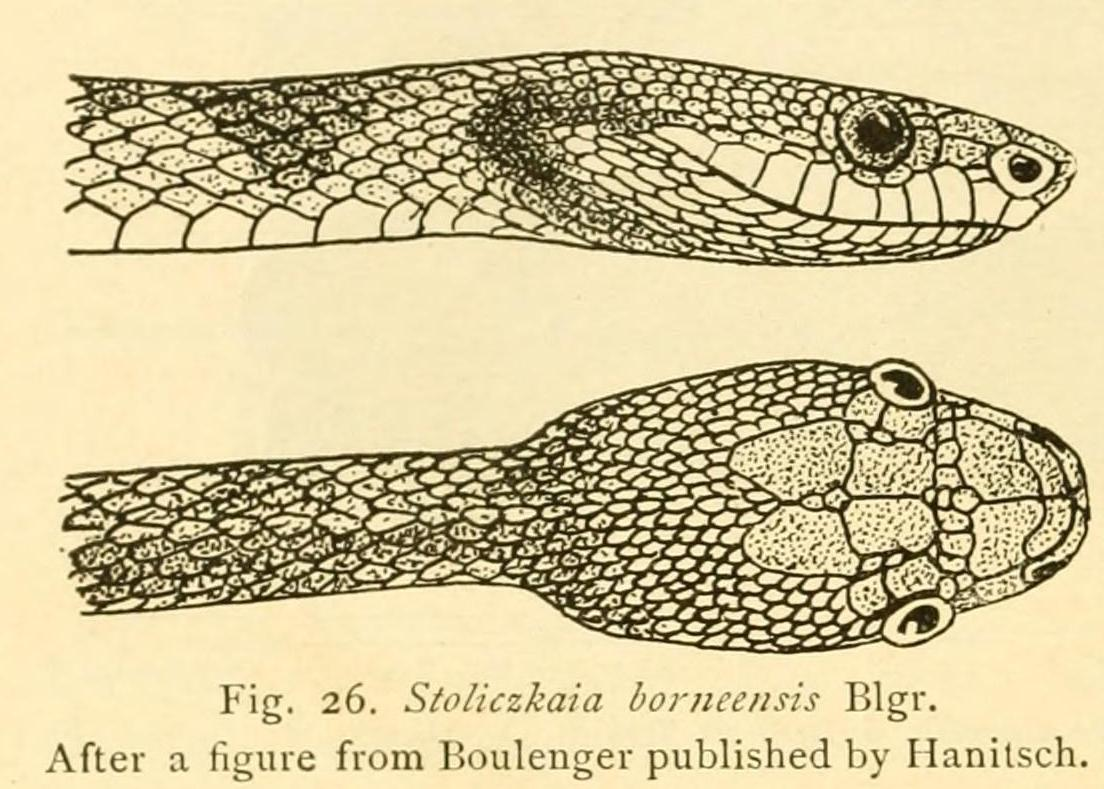
La Stoliczkaia borneensis appartiene al genus che prende il nome da Ferdinand Stolička

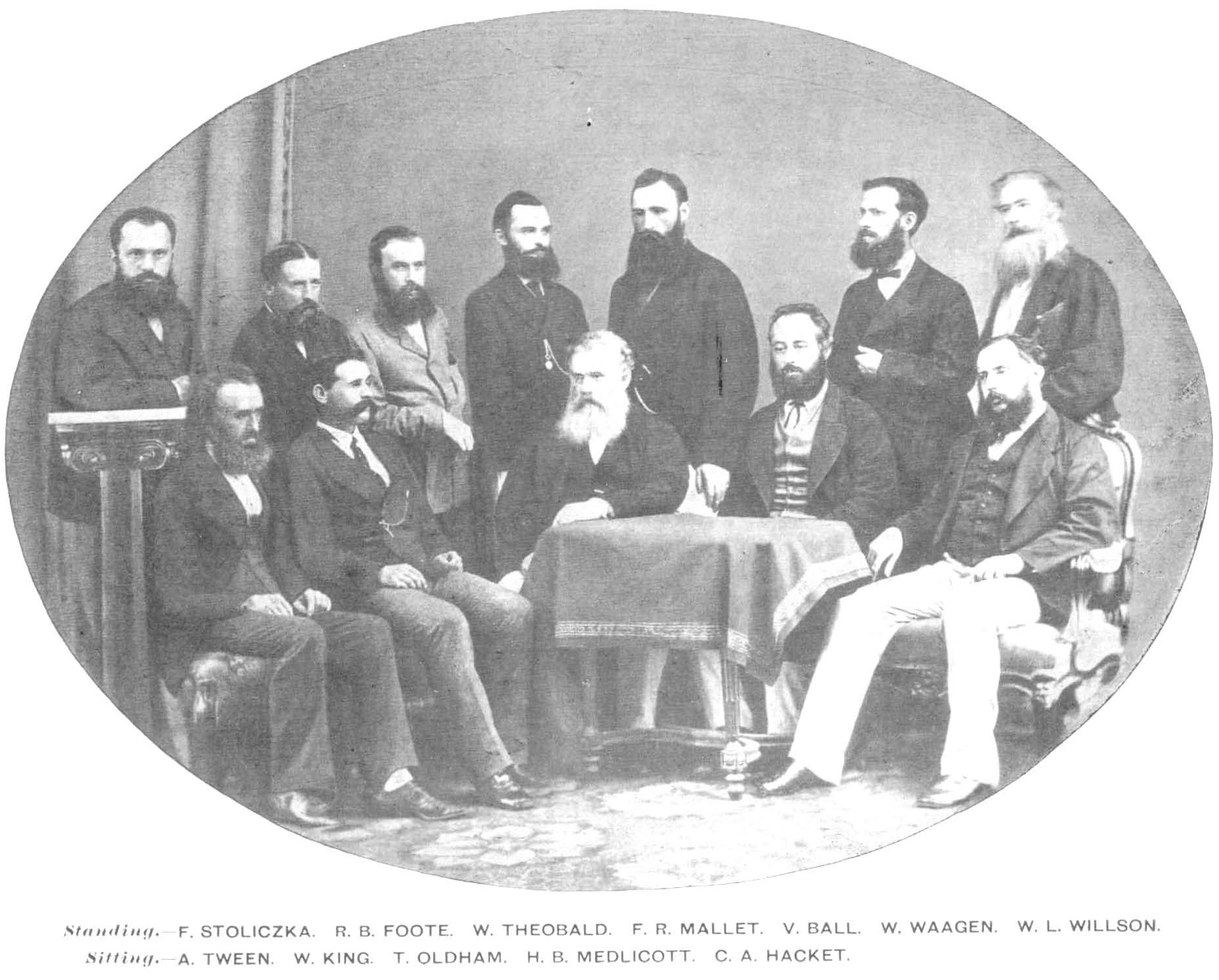
Il Geological Survey of India nel 1870. In piedi: F Stoliczka, R B Foote, W Theobald, FR Mallet, V Ball, W. Waagen, WL Willson. Seduti: A Tween, W King, T Oldham, HB Medlicott, CA Hackett

Nel 1862 Stolička si unì al Geological Survey of India (GSI) gestito dal governo britannico in India, dopo essere stato reclutato da Thomas Oldham (1816–1878). A Calcutta fu incaricato di documentare i fossili del cretacico dell'India meridionale e di pubblicare il risultato nel Palaeontologia indica, assieme a William Thomas Blanford. Nel maggio 1873 fu completata quest'opera con quattro volumi per un totale di circa 1500 pagine e 178 tavole. Tra queste c'era la descrizione osteologica dell'Oxyglossus pusillus, una rana fossile dei Trappi del Deccan di Mumbai.
Studiò la geologia dell'Himalaya occidentale e del Tibet, e pubblicò numerose opere su molti argomenti compresa la zoologia indiana. Fu anche per breve tempo (nel 1868) co-curatore del Museo indiano e segretario di storia naturale dell'Asiatic Society del Bengala. Fu coinvolto nella redazione della rivista della Society.

## Spedizioni
Visitò Birmania, Malaysia e Singapore, ed effettuò viaggi nelle isole Andamane e Nicobare e presso il Rann di Kutch. Il suo primo viaggio in Himalaya avvenne nel 1864 con F. R. Mallet della GSI. Nel 1865 vi ritornò con un amico artista ed un cane nella valle di Ladakh. Visitò Kutch nel 1871–1872 ma il lavoro geologico gli impedì di fare molte osservazioni. Trovò ghepardi selvatici nella regione e quello che oggi è il saltimpalo di Stolička. Nel 1873 si un' ad una spedizione organizzata da Hume con Valentine Ball presso le isole Andamane e Nicobare.

## Ultima spedizione

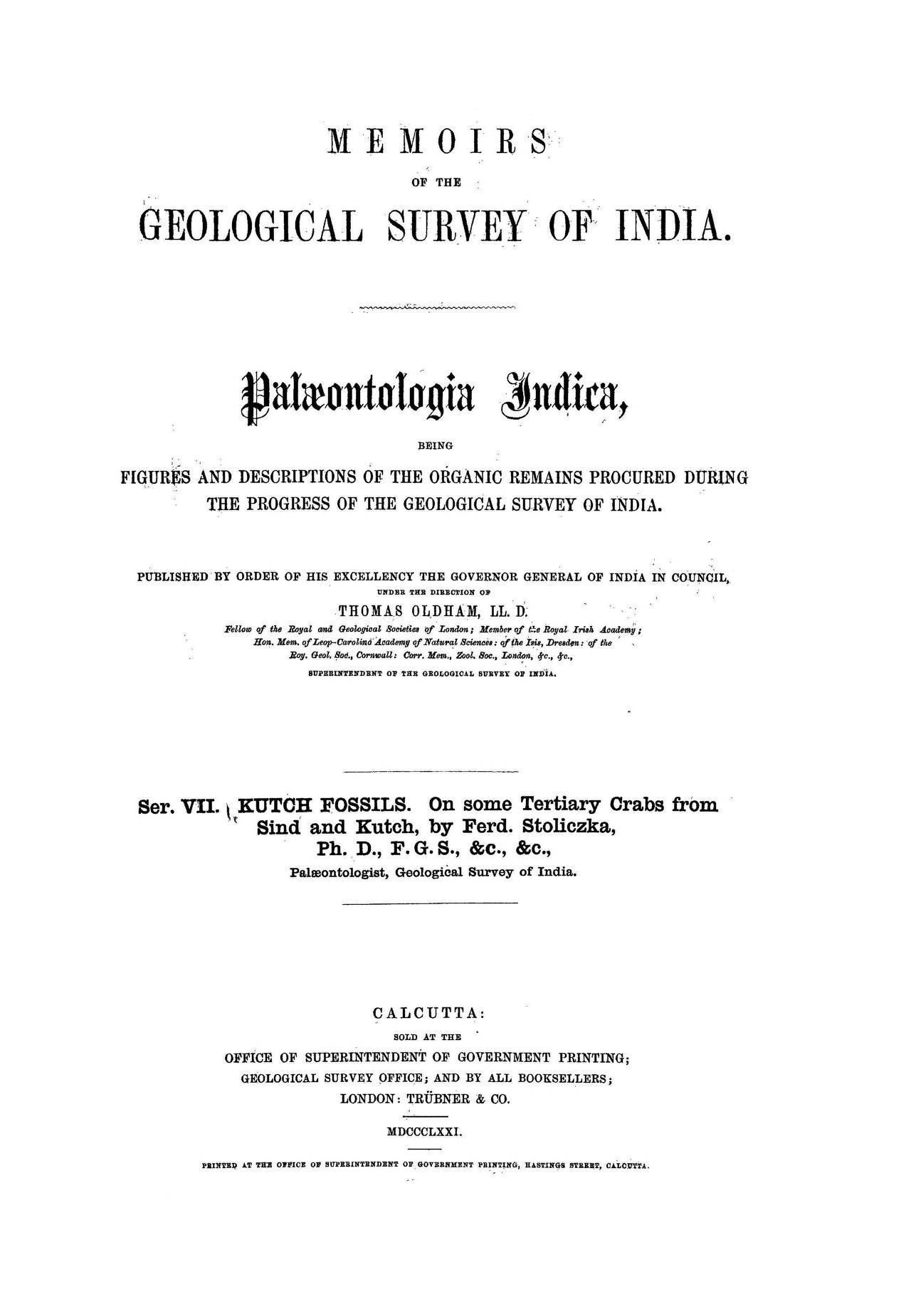
Paleontologia Indica (1871)

La sua terza ed ultima spedizione fu la più importante (1873–1874) occorsa durante il "Grande gioco", la rivalità tra Russia ed imperi britannici. Il Turkestan orientale (Kashgaria) era uno stato cuscinetto di prima importanza. I britannici intrapresero un lavoro diplomatico, la seconda missione Yarkand guidata da Thomas Douglas Forsyth presso Yakub Beg, governante del Turkestan cinese. La missione era composta da 350 uomini e 550 animali. La spedizione richiese anche 6476 portatori e 1621 cavalli e si dice che l'economia di Ladakh ebbe bisogno di quattro anni per recuperare le perdite sofferte. I sette sahib della missione, oltre a Forsyth e Stoliczka, erano Thomas E. Gordon, John Biddulph, Henry Bellew, Henry Trotter e R. A. Chapman.
La missione partì da Rawalpindi verso Leh tramite Murree. Il gruppo superò il lago Pangong, Changchenmo e la valle di Karakash a Xaidulla prima di raggiungere lo Yarkand. Raggiunsero il Kashgar a dicembre 1873. Il 17 marzo 1874 iniziarono il viaggio di ritorno. Avrebbero dovuto visitare Pamir e Afghanistan ma non poterono farlo per via della situazione politica e tornarono in India tramite Ladakh. Il 16 giugno 1874 ebbe un forte mal di testa durante l'attraversamento di un passo sul Karakorum (5580 metri). Quella notte scrisse:
...a questo seguì un massiccio calcareo dolomitico striato con scisti blu. Domani devo visitare questo calcare.

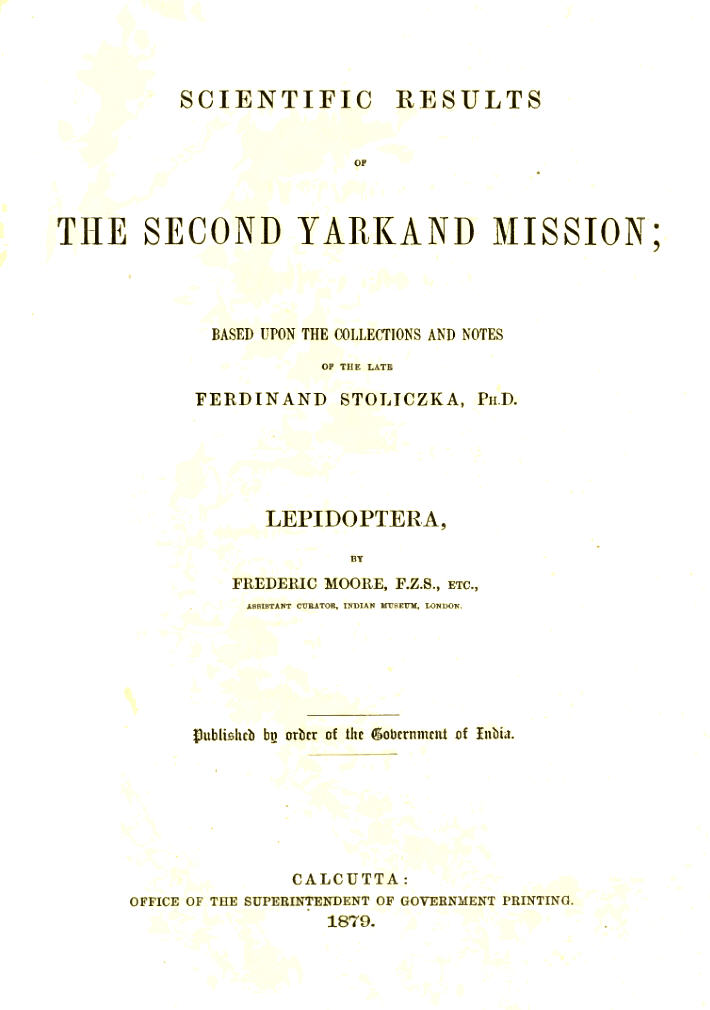
Resoconto di Frederic Moore sulle Lepidoptera raccolte dalla missione

Il capitano Trotter disse che il 18 "partì a cavallo di mattina presto per esaminare alcune rocce a monte del fiume". Tornò stanco e lamentando un mal di testa. Respirava a fatica e tossì tutta la notte. Il dottore locale diagnosticò una bronchite acuta ed un'infiammazione dei polmoni, curandolo con brandy e sciroppo per la tosse. Alle 14:00 bevve del vino porto e "la sua respirazione divenne sempre più lenta, così come il suo battito, finché non emise l'ultimo respiro morendo talmente calmo che non fu possibile determinarne l'attimo esatto".
Stolička morì il 19 giugno 1874 a Moorghi nel Ladakh. Il suo ultimo desiderio fu che gli uccelli raccolti dalla spedizione venissero pubblicati da Allan Octavian Hume. L'opera fu però completata da Richard Bowdler Sharpe diciassette anni dopo.

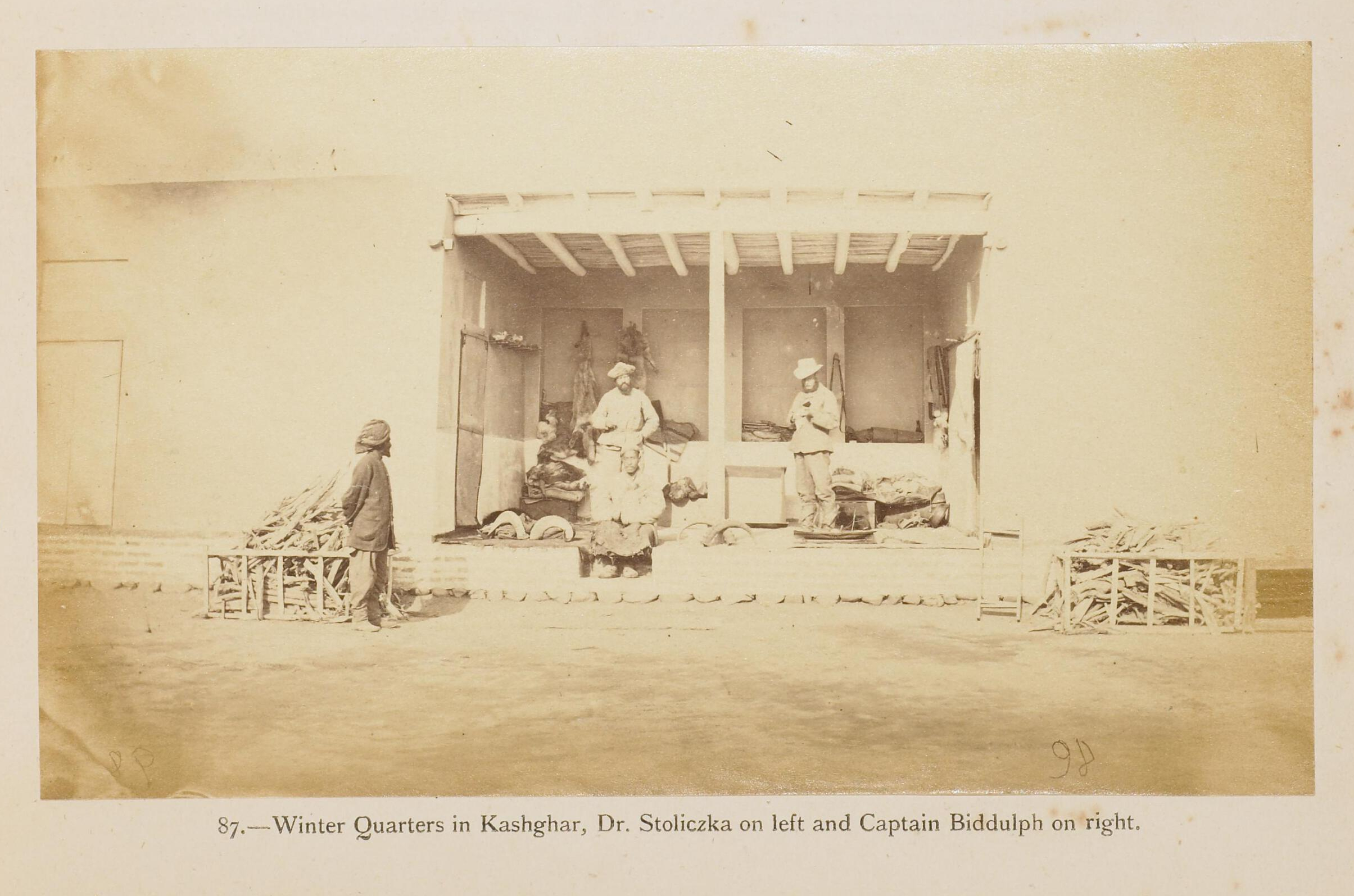
Il dottor Stolička (sinistra) ed il capitano Biddulph (destra) nel Kashgar

Il dottor Henry Walter Bellew scrisse il necrologio e confermò la "meningite spinale peggiorata dal sovraffaticamento in condizioni difficili e dall'elevata altitudine". Oggi si crede che si sia trattato di mal di montagna, una condizione ben nota da chi visita l'Himalaya. Si manifesta come edema polmonare o cerebrale. Sopra i 5000 me è fatale in circa il 40% dei casi. Tra le condizioni che peggiorano la situazione ci sono sforzi, veloce ascesa ed alcool, tutti presenti nel caso di Stolička.
Nel suo racconto Thomas E. Gordon lamentò la morte di "un grande amico ed un compagno talentuoso".

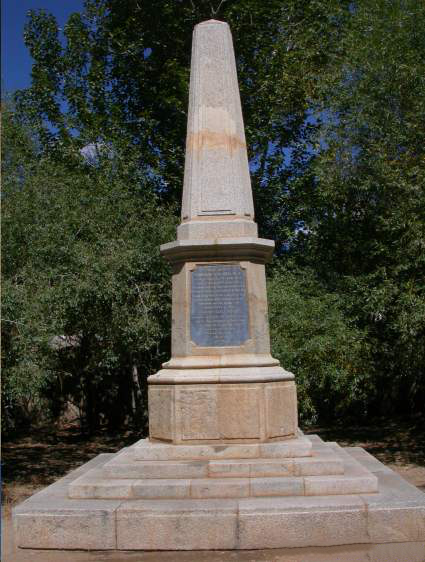
Memoriale presso il cimitero moraviano di Leh

## Contributo all'ornitologia
L'interesse di Stolička per gli uccelli iniziò solo nel 1864 mentre si trovava sull'Himalaya, e fu incoraggiato da Allan Octavian Hume, il "padre dell'ornitologia indiana". Il suo primo successo ornitologico fu l'ampia raccolta di uccelli della valle del Sutlej.
Arthur Walden ne riconobbe i contributi e diede il benvenuto al geologo Stolička nell'olimpo degli ornitologi anche se fu in disaccordo con l'idea di Stolička di aggiungere nuove specie a causa di piccole differenze nel piumaggio. Hume sostenne Stolička e scrisse in una nota nella rivista, Ibis, opponendosi ai naturalisti da gabinetto di Londra che non conoscevano nulla della geografia dell'India. Poco dopo Hume fondò la rivista Stray Feathers e convinse gli ornitologi indiani a pubblicarvi i loro studi.
Si scoprì poi che alcune delle nuove specie di Stolička erano già state scoperte dallo zoologo russo Nikolaj Alekseevič Severcov. Una settimana prima della sua morte, Stolička scrisse a Valentine Ball: Per favore di' a Waterhouse di ordinare immediatamente per conto dell'Asiatic il Turkestanskie Jevotnie di Severcov, se non è già disponibile presso il museo indiano. Se non vogliono ordinarlo, ordinalo a mio nome tramite Truebner senza perdere tempo. Non dimenticartene, ti prego.

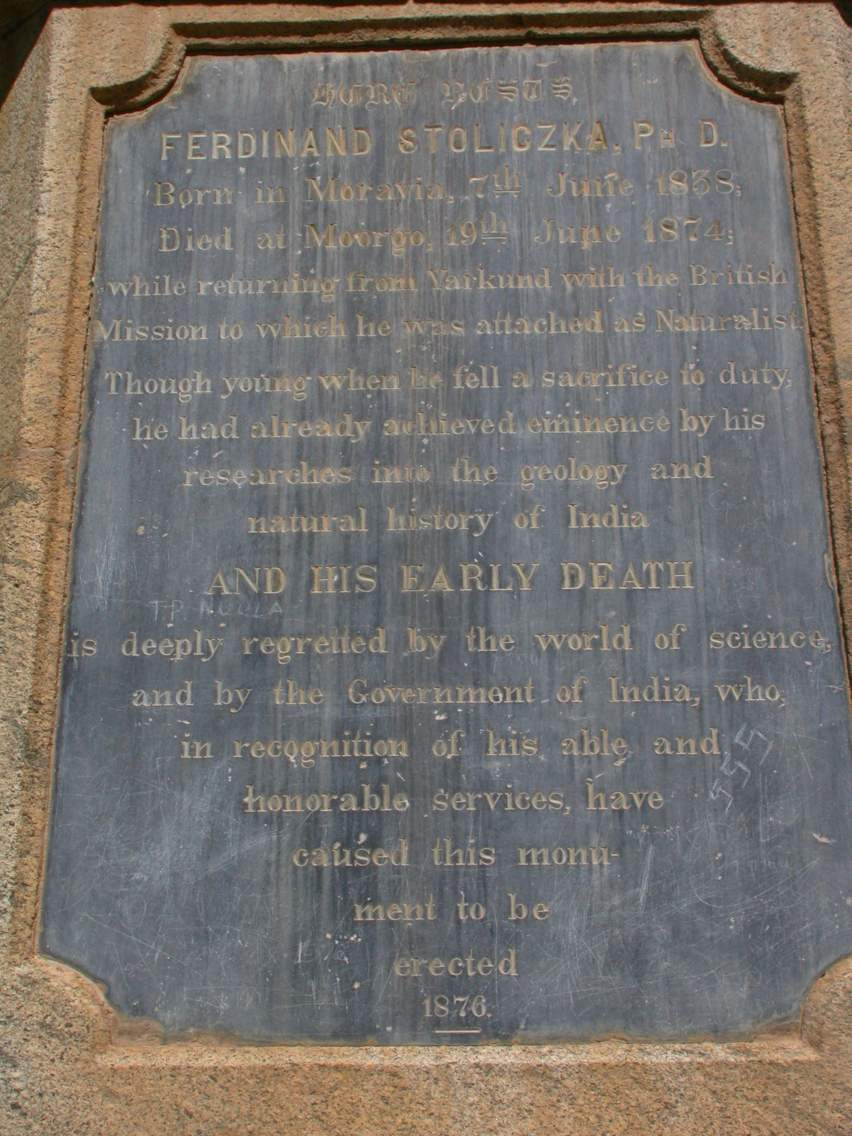
Iscrizione sul memoriale a Leh

Un obelisco in granito è stato eretto in sua memoria presso il cimitero moraviano di Leh. Il seguente necrologio fu pubblicato su Nature il 9 luglio 1874 da parte di William Thomas Blanford.
Born in Moravia 7th June 1838

Died at Moorgo 19th June 1874

while returning from Yarkund with the British

Mission to which he was attached as Naturalist.

Though young when he fell a sacrifice to duty,

he had already achieved eminence by his 

researches into the geology and 

natural history of India

AND HIS EARLY DEATH

is deeply regretted by the world of science

and by the Government of India, who
 
in recognition of his able and

honourable services, have

caused this monu-

ment to be

erected

Nato a Moravia 7 giugno 1838

Morto a Moorgo 19 giugno 1874

mentre tornava da Yarkund con la missione

britannica alla quale era unito come naturalista.

Nonostante fosse giovane quando morì in sacrificio al dovere,

aveva già ottenuto fama con le sue

ricerche sulla geologia e la

storia naturale dell'India

E LA SUA MORTE PREMATURA

è pianta tristemente dal mondo scientifico

e dal governo indiano, che
 
in riconoscimento della sua abilità e

dei meritevoli servizi, fece

erigere questo monu-

mento

### Opere
Una parziale lista delle sue pubblicazioni sugli uccelli comprende:
- Stolička, F. (1873): Letters to the Editor. Stray Feathers. 1(5):425-427.
- Stolička, F. (1874): Letters to the Editor. Stray Feathers. 2(4&5):461-463.
- Stolička, F. (1874): Letters to the Editor. Stray Feathers. 2(4&5):463-465.
- Stolička, F. (1875): The avifauna of Kashgar in winter. Stray Feathers. 3(1,2&3):215-220.
- Stolička, F. (1872): Notice of the mammals and birds inhabiting Kachh [Cutch]. Jour. Asiatic Soc. Bengal 41(2):211-258.
- Stolička, F. (1868): Ornithological observations in the Sutlej valley, N.W. Himalayas. Jour. Asiatic Soc. Bengal 37(2):1-70.

## Contributo all'erpetologia
Nel campo dell'erpetologia Stolička descrisse molte nuove specie di anfibi e rettili. Molte nuove specie ed un nuovo genere gli sono state dedicate da parte di altri erpetologi.

## Specie eponime
Alcune delle specie che hanno preso il suo nome. Non tutti i nomi sono tuttora validi.
- Il genere di serpenti Stoliczkaia

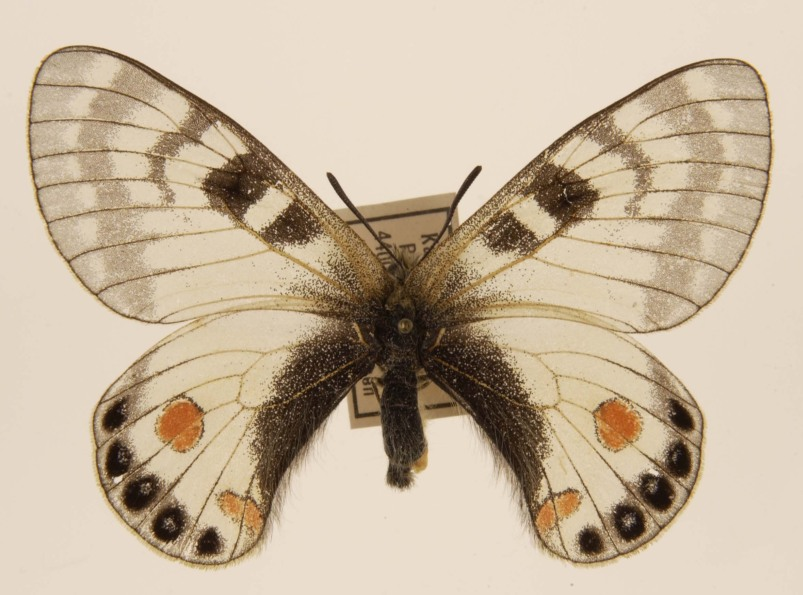
Parnassius stoliczkanus

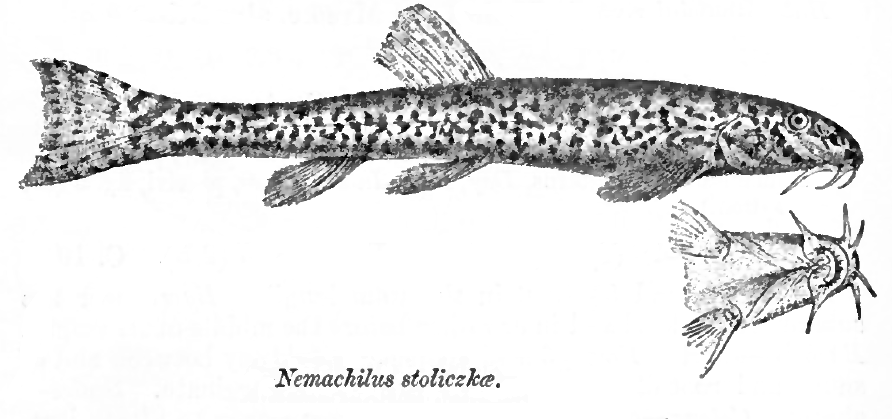
Nemacheilus stoliczkai

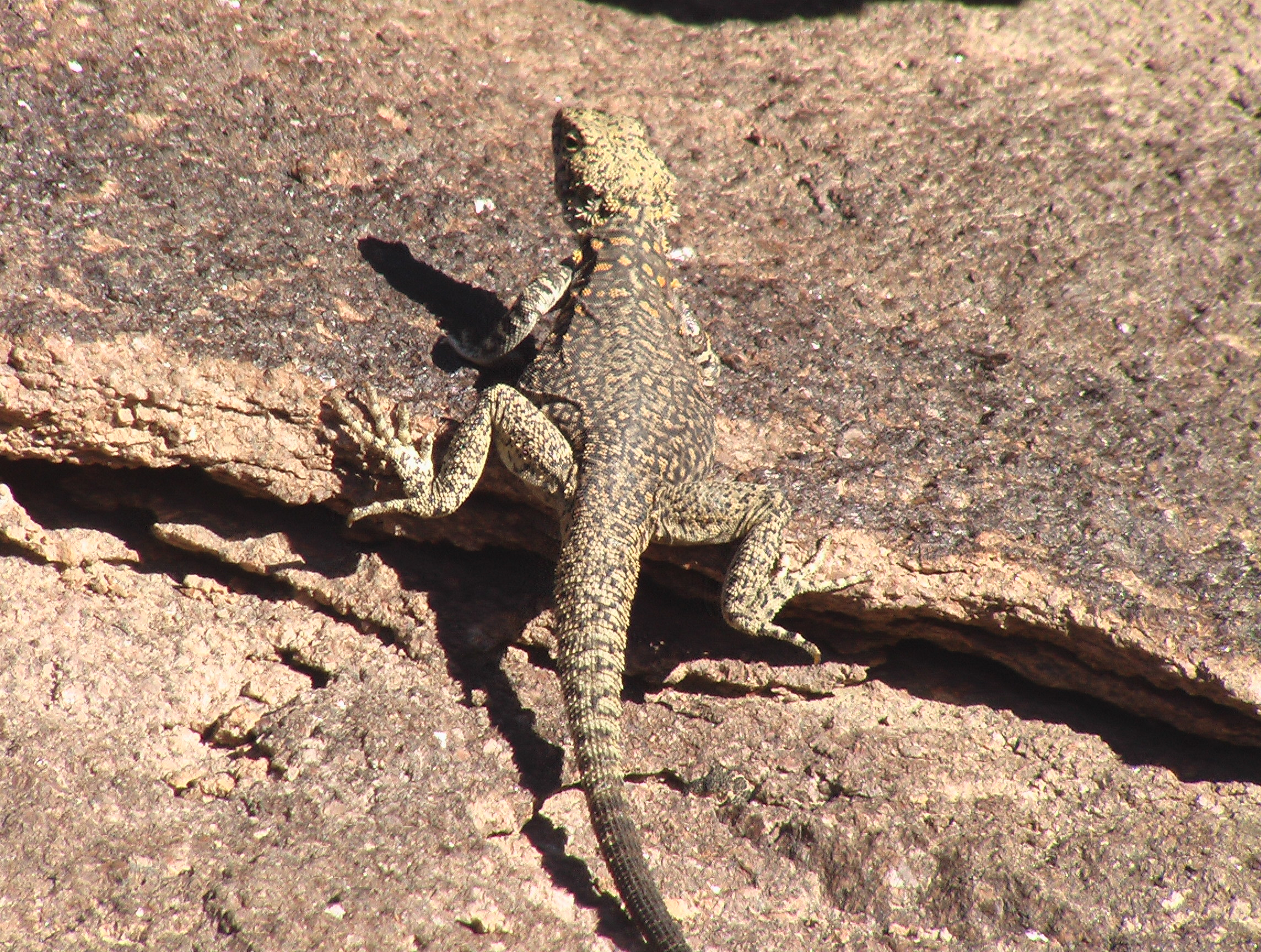
Laudakia stoliczkana

- Parnassius stoliczkanus C. & R. Felder 1864
- Colias stoliczkana
- Thomisus stoliczka
- Pethia stoliczkana / Barbus stoliczkanus
- Nemacheilus stoliczkai
- Saxicola macrorhyncha
- Certhia nipalensis
- Aselliscus stoliczkanus
- Alticola stoliczkanus
- Laudakia stoliczkana

| Stoliczka è l'abbreviazione standard utilizzata per le piante descritte da Ferdinand Stolička. Consulta l'elenco delle piante assegnate a questo autore dall'IPNI. |

| Stoliczka è l'abbreviazione standard utilizzata per le specie animali descritte da Ferdinand Stolička. Categoria:Taxa classificati da Ferdinand Stolička |